# Gardenia mannii
Gardenia mannii (o manii) és una espècie de plantes amb flor que pertany a la família de les rubiàcies. És endèmica de Hawaii, on és anomenada Nānū o Mann's Gardenia. Rep el seu nom científic per l'estudiós de les gardènies Horace Mann.

## Descripció
El G. mannii, a diferència de les altres espècies de gardènies, arbustives, és un arbre que pot créixer fins als 15 metres d'alçada. Les seves fulles són lanceolades o ovalades, amb una superfície superior enganxosa i brillant. Les flors creixen solitàries en els extrems de les branques i són blanques o de color crema; molt oloroses, s'obren al vespre i viuen uns dos dies. Creix a uns mil metres d'alçada.

## Conservació
En el seu medi natural se'n conserven un centenar d'exemplars en l'illa hawaiana d'Oʻahu, en vint-i-set nuclis repartits pel volcà Koʻ, des de Kaunala Gulch i Kaunala-Waimea Ridge a Palolo, i en el Waiʻanae, des de la vall de Haleauau a Kaluaa Gulch. Les amenaces més grans a la supervivència de l'espècie passen per la competència d'espècies invasores i els atacs de porcs salvatges.